# Аполлон-12
«Аполлон-12» (англ. Apollo 12) — американський пілотований космічний корабель серії «Аполлон», на якому 14—24 листопада 1969 року була здійснена друга висадка людей на Місяць.
На відміну від першої висадки на «Аполлоні-11», Конрад і Бін приземлилися в точно визначеному місці, неподалік від безпілотного зонда «Сервеєр-3», який здійснив посадку 20 квітня 1967 року.
Вони встановили першу в програмі кольорову телевізійну камеру на місячну поверхню, але можливість передавання була втрачена після того, як Бін випадкового знищив камеру, направивши її на Сонце.
В одній із двох прогулянок Місяцем вони відвідали «Сервеєр-3» і відокремили деякі компоненти для повернення на Землю.
Місія закінчилася 24 листопада 1969 року успішним приводненням.
Для командного модуля астронавти обрали позивний «Янкі Кліпер», для місячного модуля — «Інтрепід» — назви кораблів американського військово-морського флоту, які відзначилися в боях (всі члени екіпажу — офіцери ВМС США).
Емблема польоту — вітрильник (кліпер) на тлі Місяця. Четверта зірка в емблемі додана в пам'ять про загиблого у авіакатастрофі астронавта Кліфтона Вільямса, місце якого в екіпажі «Аполлон-9» зайняв Алан Бін.

## Екіпаж

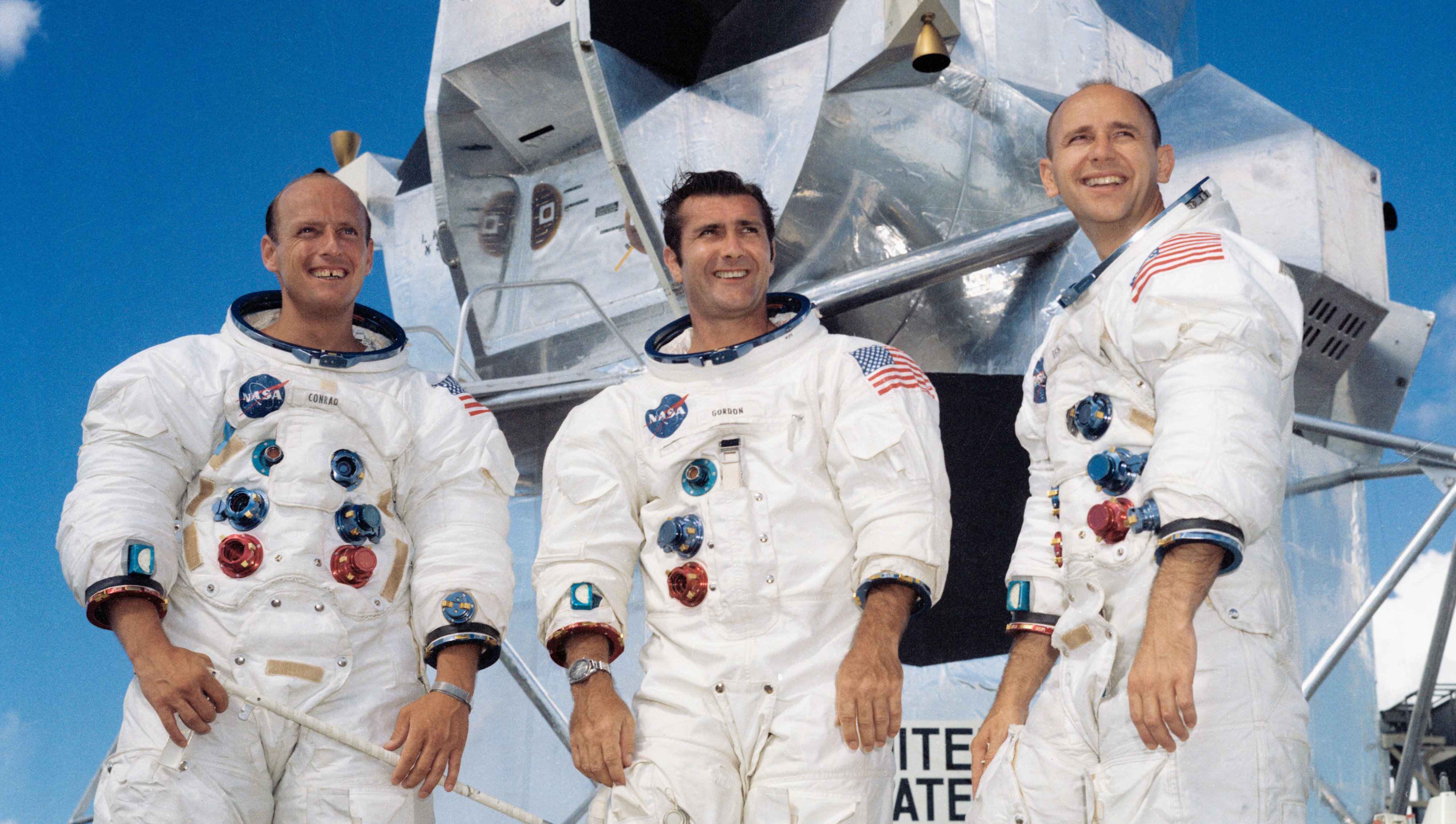
Екіпаж «Аполлона-12»: Чарльз Конрад, Річард Гордон, Алан Бін

- Командир — Чарльз Конрад
- Пілот командного модуля — Річард Гордон
- Пілот місячного модуля — Алан Бін

Конрад і Гордон — досвідчені космонавти, що пройшли програму «Джеміні». Спочатку з ними в трійці тренувався Кліфтон Уільямс, але він загинув в авіакатастрофі. За особистою пропозицією Конрада, Вільямса замінив Алан Бін з екіпажу-дублера «Аполлон-9», що раніше не літав у космос. Конрад добре знав Біна з початку 1960-х, коли працював інструктором у школі льотчиків-випробувачів: Бін був його учнем.

## Опис
Апарат складався з триступеневої ракети-носія «Сатурн V» (ступені S-IC, S-II і S-IVB), відсіку приладів, місячного модуля (LM-6), корабля «Аполлон-11» («Блок II» № 108) у складі командного і службового відсіків, системи аварійного порятунку на старті.

## Задачі польоту
- Посадка на Місяць в Океані Бур приблизно за 1540 км на захід від місця посадки корабля «Аполлон-11».
- Збір зразків місячного ґрунту.
- Фотографування поверхні Місяця.
- Установка на Місяці наукових приладів,
- Фотографування поверхні Місяця з селеноцентричної орбіти (зокрема, вибір ділянок для майбутніх посадок на Місяць,
- Пошук автоматичного космічного апарата «Сервеєр-3» (виконав посадку на Місяць 20 квітня 1967 року), демонтаж окремих деталей цього апарата і доставка їх на Землю для вивчення впливу тривалого перебування в місячних умовах,
- Телевізійні сеанси з поверхні Місяця і з борту корабля.

Програма польоту була виконана майже повністю. Внаслідок несправності телекамери не відбулося два заплановані сеанси кольорового телебачення з Місяця.

## Політ

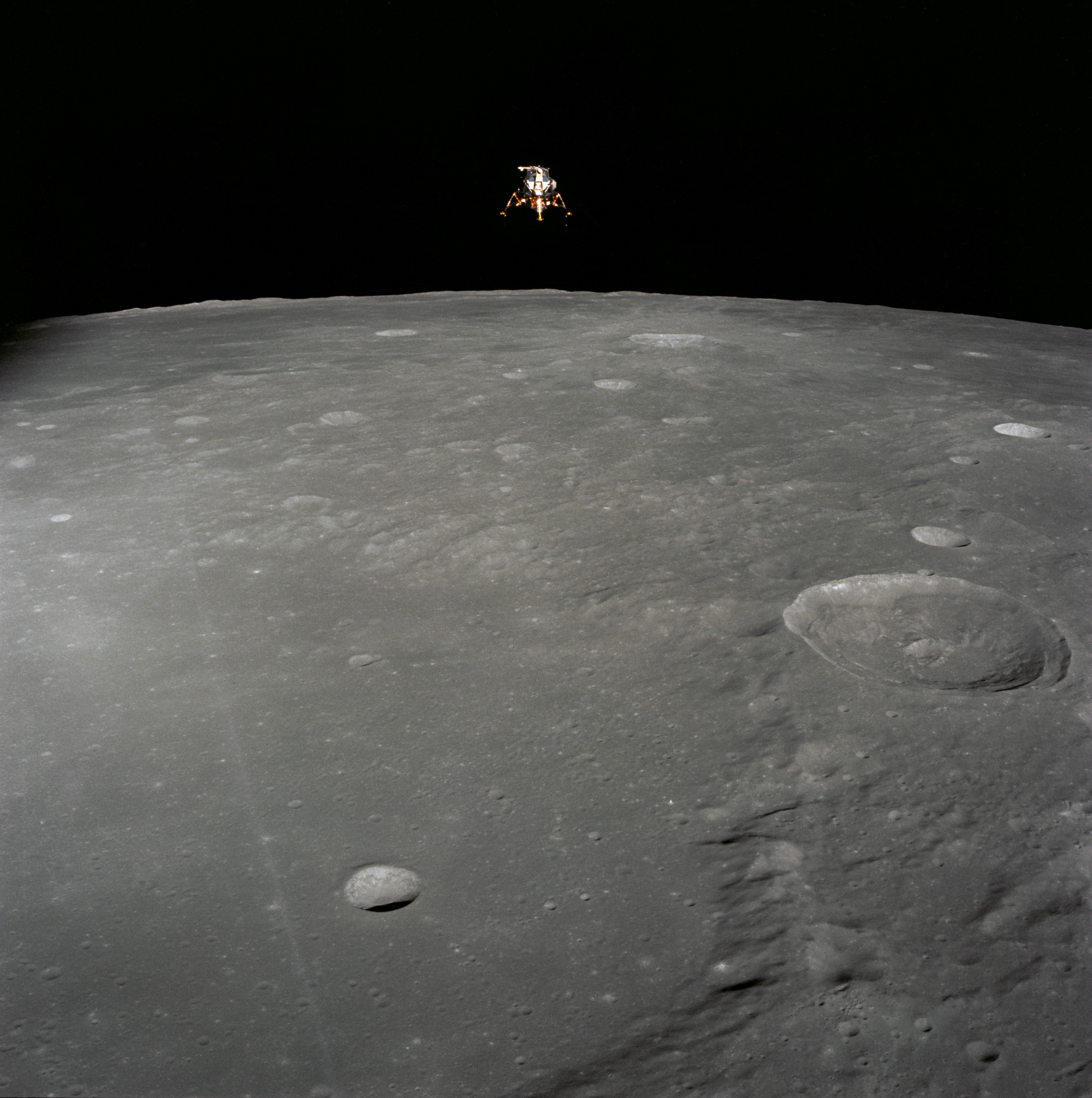
Посадка на Місяць 19 листопада 1969

### Старт
У Центрі управління запуском був присутній Президент США Річард Ніксон. На космодромі і в прилеглих районах старт спостерігали майже 300 тис. людей.
Незважаючи на несприятливі погодні умови (дощ, низька хмарність, гроза), запуск вирішили не скасовувати, оскільки перенесення пуску на іншу дату могло завадити посадці в районі апарата «Сервеєр-3».
Корабель «Аполлон-12» стартував 14 листопада 1969 року о 16:22 GMT на 670 мс пізніше розрахункового часу.
На першій хвилині польоту виникла аварійна ситуація внаслідок грози (на 37-й і 53-й секундах польоту). Розряди викликали аварійне відключення паливних елементів корабля (Бін знову увімкнув їх вручну на 2-й хвилині польоту) і вивели з ладу деякі датчики корабля. Другий розряд привів до того, що гіроскопи системи наведення і навігації корабля стали на упори. Гіроплатформа системи наведення і навігації була згодом налаштована за даними спостереження за зірками. На інші системи корабля гроза не вплинула і корабель було виведено на геоцентричну орбіту, близьку до розрахункової.
Вирішальну роль у продовженні місії відіграв інженер Центру управління польотами Джон Аарон, рекомендація якого дозволила відновити працездатність бортової телеметрії корабля і впевнитися в справності обладнання. Джон Аарон запропонував перевести перемикач SCE (Signal Conditioning Equipment) в положення Aux. Ніхто з наземної команди не знав про таку можливість, але рекомендація була передана на борт «Аполлона-12», і астронавт Бін зумів її реалізувати. Після такого втручання і перезапуску бортової електроніки Центр управління зміг отримати данні телеметрії, спираючись на які було прийняте рішення про доцільність виведення корабля на місячну траєкторію.

### Старт з навколоземної орбіти і політ до Місяця
Після виходу останнього ступеня носія на геоцентричну орбіту екіпаж близько двох годин перевіряв бортові системи, звертаючи особливу увагу на можливі пошкодження від блискавки. Перевірка не виявила суттєвих несправностей.
На третій годині польоту двигун останнього ступеня було запущено повторно і він вивів корабель на траєкторію польоту до Місяця. Після цього третій ступінь було від'єднано.
Під час польоту до Місяця позапланово перевірили місячний модуль, особливо щодо можливих пошкоджень від блискавки. Пошкоджень перевірка не виявила.

### Посадка на Місяць
Конрад і Бін перейшли в місячний модуль приблизно за чотири години до розстикування місячного модуля з командним. Розстикування відбулася на 108-й годині польоту. Модулі були відведені один від одного на 5 км.
На 110-й годині польоту було ввімкнено двигун посадкового модуля, почалася автоматична програма посадки на Місяць.
На висоті 162 метри над поверхнею Місяця увімкнули напівавтоматичну програму посадки.
Конрад вирішив перелетіти через апарат «Сервеєр-3» і посадити місячний модуль біля протилежного краю кратера, в якому стояв апарат. Конрад спостерігав за місцевістю у ілюмінатор, а Бін водночас зчитував покази приладів уголос. На висоті 90 метрів струмінь двигуна почав піднімати хмару пилу з поверхні Місяця, потім пил практично унеможливив візуальне спостереження, що трохи порушило орієнтацію астронавтів і посадка відбулася ближче до краю кратера, ніж планувалося.
Посадка на Місяць відбулася 19 листопада 1969 року о 6:54:43 GMT. Бортовий час посадки 110:32:43. Місячний модуль приземлився за 45 м від краю кратера на відстані приблизно 200 метрів від апарата «Сервеєр-3».

### Перебування на Місяці

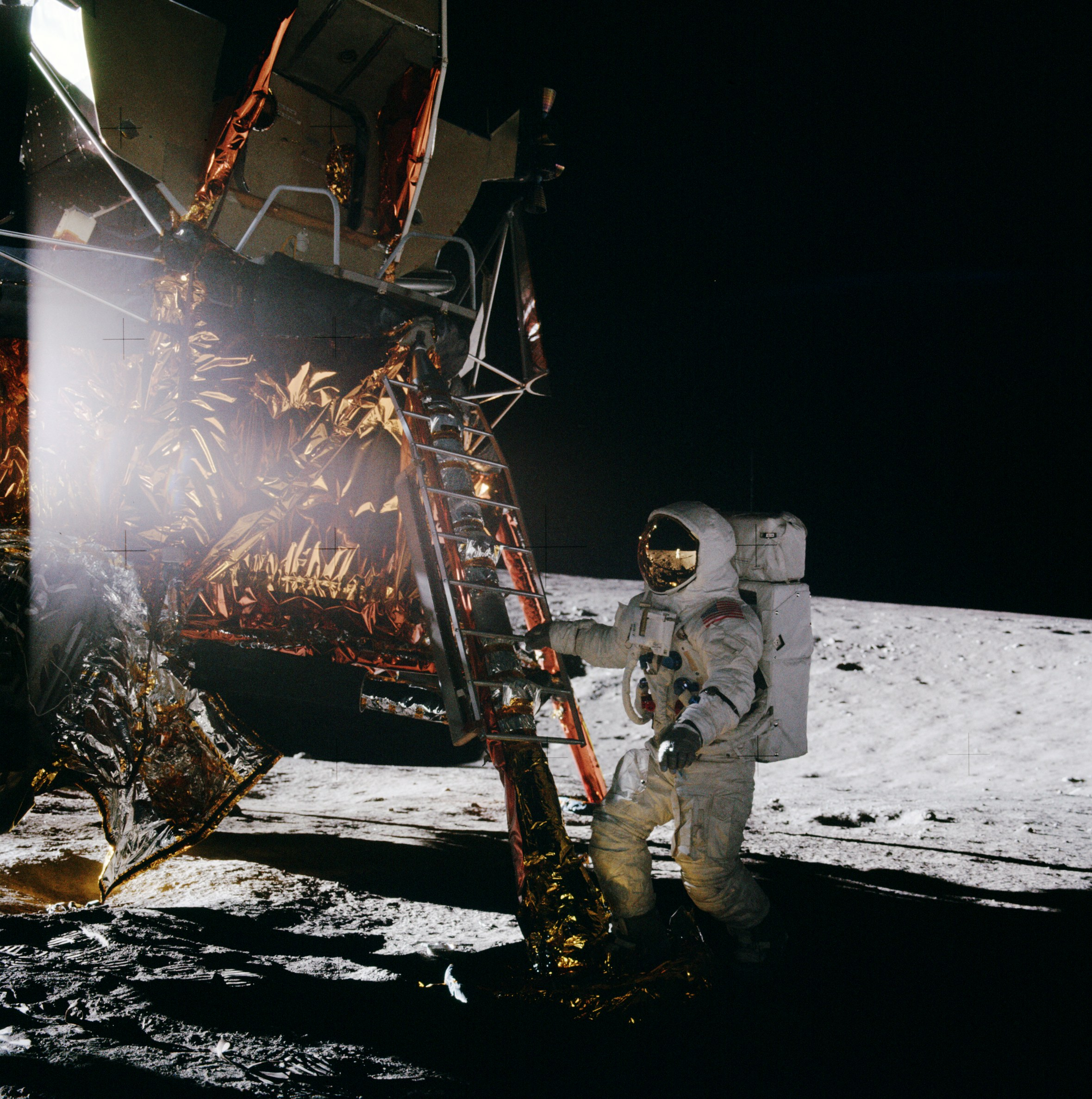
Бін біля космічного апарата на Місяці

Першим на поверхню Місяця за бортовим часом о 115:23:10 спустився Конрад. Він зібрав перші зразки місячного ґрунту. Ноги астронавта трохи грузли в пилу (реголіт).
Бін спустився на поверхню Місяця через пів години після Конрада. Він встановив кольорову телекамеру, яка пропрацювала півгодини й вийшла з ладу і для встановлення причини цього була повернута на Землю.
Бін і Конрад встановили на поверхні Місяця прилади, зібрали ще один комплект місячних гірських порід. Загалом перший вихід астронавтів на поверхню Місяця тривав близько 4 годин.
Після обіду і сну (Конрад спав у скафандрі, оскільки боявся знімаючи його забруднити кабіну місячним пилом) і ще одного прийому їжі астронавти підготувалися до другого виходу на поверхню Місяця, який відбувся о 131:32:00 бортового часу.
Астронавти поправили один із приладів (іонізаційний манометр, що впав) і зібрали зразки ґрунту. Конрад двічі зрушив у кратери невеликі камені, що зареєстровано сейсмометром, встановленим астронавтами під час першого виходу.
Збір зразків гірської породи астронавти здійснювали вручну.
Далі астронавти вирушили до апарата «Сервеєр-3». Астронавти сфотографували і оглянули апарат та демонтували деякі його деталі, як і передбачалося програмою польоту.
На зворотному шляху астронавти продовжили збір зразків місячних порід. Загальна відстань, яку подолали в цій мандрівці Місяцем астронавти, склала 1,5 км. Тривалість виходу — 3 години 54 хвилини.

### Старт з Місяця

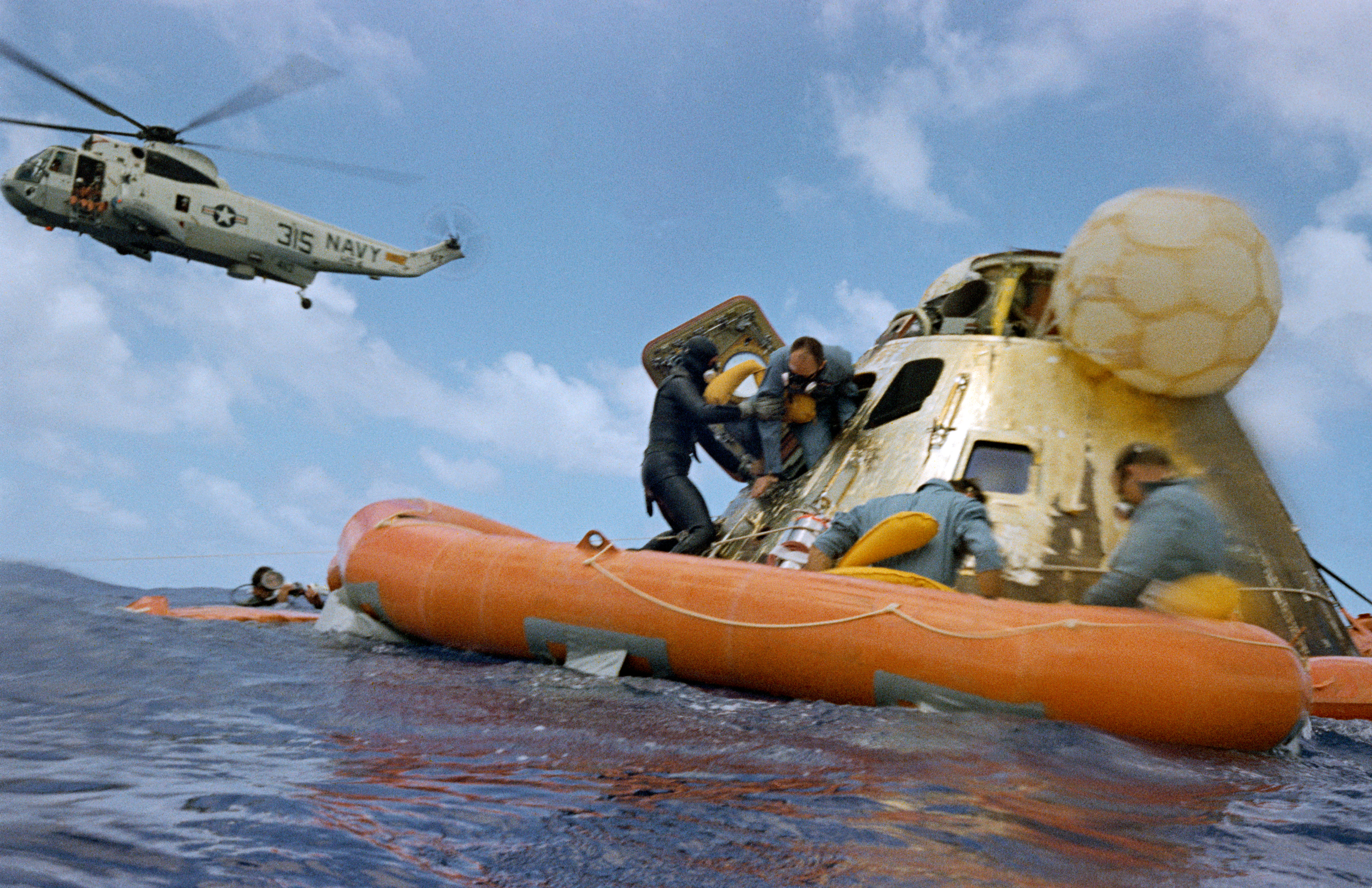
Під час приводнення. Рятувальники допомагають екіпажe вийти з модуля

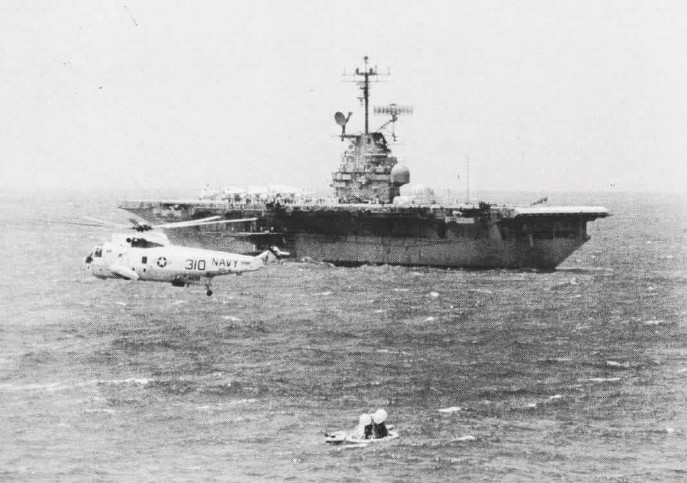
Гелікоптер ескадрону HS-4 приймає екіпаж «Аполлона-12». Неподалік — авіаносець «Хорнет» (CV-12).

Старт з Місяця виконано о 142:03:47 бортового часу.
Тривалість перебування на Місяці — 31 година 31 хвилина 04 секунди.
Стикування злітного ступеня місячного модуля і командного модуля відбулася о 146-й годині польоту.
Конрад і Бін після чистки пилососом скафандрів і предметів, які переносилися у відсік екіпажу через дві години після стикування перейшли у основний відсік.
Через годину командний модуль і злітний ступінь місячного модуля були розстиковані, командний модуль за допомогою допоміжних двигунів відведено на безпечну відстань.
Потім за командою із Землі двигун злітного ступеня було включено на гальмування і він упав на Місяць.
На 173-й годині польоту, під час 46 оберту командного модуля навколо Місяця, було включено основний двигун, який перевів корабель на траєкторію польоту до Землі.

### Повернення на Землю
Відокремлення відсіку екіпажу від службового відсіку командного модуля відбулося на 245-й годині польоту.
Відсік екіпажу приводнився через 244 години 25 хвилин 46 секунд польоту за 4,5 км від авіаносця «Хорнет».
Жорстких післяполітних карантинних засобів до астронавтів «Аполлон-12» не застосовували, оскільки у попередньому польоті не виявили жодних сторонніх мікроорганізмів із космосу.
Вертоліт доставив екіпаж корабля на борт авіаносця через 1 годину 10 хвилин після приводнення.

## Деякі результати польоту
1. Продемонстровані переваги прямого (астронавтами) дослідження космічних тіл. Зокрема, це виявилося у встановленні приладів у найраціональніших місцях, зборі зразків місячних порід, налагоджуванні приладів тощо.
2. Вивчення демонтованих астронавтами деталей апарата «Сервеєр-3» показало, що за 1000 діб перебування на Місяці вони зазнали вельми незначного впливу метеорних частинок.
3. Виявлена велика стійкість земних бактерій в умовах Місяця. У шматку пінопласту з апарата «Сервеєр-3» виявлені земні бактерії, які вижили і не втратили здатності до розмноження після трирічного перебування в умовах Місяця.

## Інтернет-джерела
- Панорами поверхні Місяця з польотів Аполлонів [Архівовано 28 серпня 2008 у Wayback Machine.](англ.)
- Аполлон-12 [Архівовано 27 квітня 2006 у Wayback Machine.] на сайті Космічні польоти НАСА(англ.)
- Карта переміщень екіпажа «Аполлона-12» поверхнею Місяця(англ.)
- Стаття щодо «теорії фальсифікацій» польотів на Місяць [Архівовано 5 жовтня 2008 у Wayback Machine.](рос.)
- Аполлон-12 [Архівовано 4 січня 2004 у Wayback Machine.] у Енциклопедії астронавтики(англ.)
- Аполлон-12 [Архівовано 7 вересня 2008 у Wayback Machine.] у каталозі НАСА
- Наукові експерименти Аполлона-12 [Архівовано 10 червня 2008 у Wayback Machine.](англ.)